# Віктор Міллз

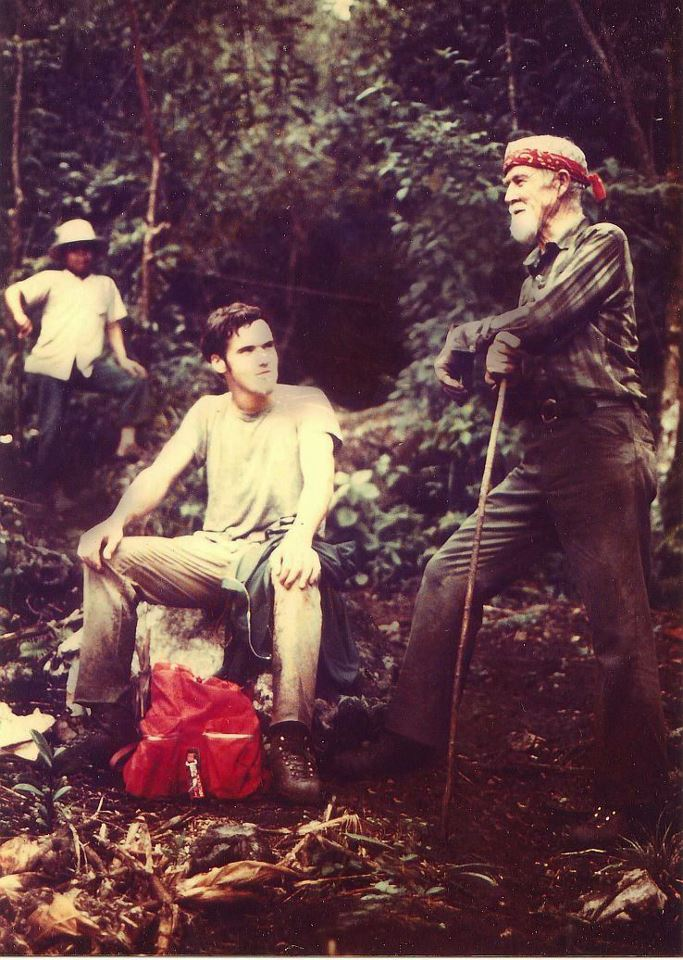
Віктор Міллз в поході зі своїм онуком в Гватемалі, 1973 рік

Віктор Міллз (англ. Victor Mills; нар. 28 березня 1897, Мілфорд — пом. 1 листопада 1997, Тусон) — американський інженер-хімік, що працював в компанії Procter & Gamble. Йому належить найбільша заслуга в створенні сучасних одноразових підгузників і бренду Pampers, удосконаленні виробництва мила Ivory і суміші для тортів Duncan Hines, а також в розробці концепції виробництва Pringles. У компанії P&G він вважається найпродуктивнішим технологом за всю історію компанії. Тому, коли компанія створила почесне товариство для своїх інженерів, воно було названо —Товариством Віктора Міллза.

## Життєпис
Міллз народився 28 березня 1897 року в Мілфорді, штат Небраска, в сім'ї фермерів, проповідників і погоничів мулів. Під час Першої світової війни він служив у ВМС США на борту лінкора «Міссурі». Пройшов шлях від чорної банди до зварника. Наприкінці війни він демобілізувався в Гонолулу, Гаваї, і жив в якості пляжного вантажника і зварювальника на острові Молокаї. Там він зустрів свою майбутню дружину Грейс Ріггс, місіонерку з Еддівілле, штат Айова; вона наполягла на тому, щоб він повернувся на материк і отримав освіту. У 1926 році він закінчив Вашингтонський університет за спеціальністю «хімічна технологія».
Відразу після закінчення коледжу він був прийнятий на роботу в компанію Procter & Gamble і переїхав до штаб-квартири компанії в Цинциннаті, штат Огайо. Його першою важливою інновацією стало перетворення виробництва мила з періодичного процесу — по суті, варіння у великих котлах — в безперервний потік, що дозволило скоротити час виробництва мила Ivory з семи днів до декількох годин. У 1930-х роках він побудував великий будинок на Гіллтоп-Лейн в передмісті Цинциннаті Вайомінгу, штат Огайо, де вони з Грейс ростили свою єдину дитину, дочку Мейл. Потім він застосував ідеї з хімії мила для поліпшення виробництва сумішей для тортів і арахісового масла, серед інших продуктів. Під час Другої світової війни він займався виробництвом синтетичного каучуку разом з Волдо Симоном.
Після війни Міллс очолив відділ дослідницьких розробок P&G, відповідальний за пошук нових ліній продукції для компанії. У цій якості він придумав і очолив розробку Pampers в 1950-х роках. Це був перший у світі широко продаваний одноразовий підгузник, і в даний час він є найбільшим брендом P&G за обсягом продажів. Останнім його проектом був нагляд за розробкою Pringles. Ця картопляна закуска виготовляється з суспензії картоплі, борошна та ароматизаторів, яка пресується і висушується для додання їй характерної форми: цей процес багато в чому зобов'язаний попередній роботі Міллза з виробництва мильних пластівців.
У 1961 році він виїхав на пенсію в Тусон, штат Аризона, і присвятив свій час своїм захопленням. Подорожував по світу, як на круїзних лайнерах зі своєю дружиною, так і в піших експедиціях. Свого часу він був найстарішою людиною, яка здійснила сходження на гору Рейнір. Помер у своєму будинку в 1997 році у віці 100 років.